# Conseguenze della guerra
Le  Conseguenze della guerra è un dipinto a olio su tela (206x305 cm) di Peter Paul Rubens, databile al 1637-1638 e conservato a Palazzo Pitti a Firenze
Si tratta di un soggetto mitologico-allegorico, legato a riflessioni maturate dall'autore durante le sue missioni diplomatiche nella Guerra dei Trent'anni, in cui maturò la consapevolezza dell'inutilità della guerra e lanciò un messaggio pacifista ante litteram.

## Storia

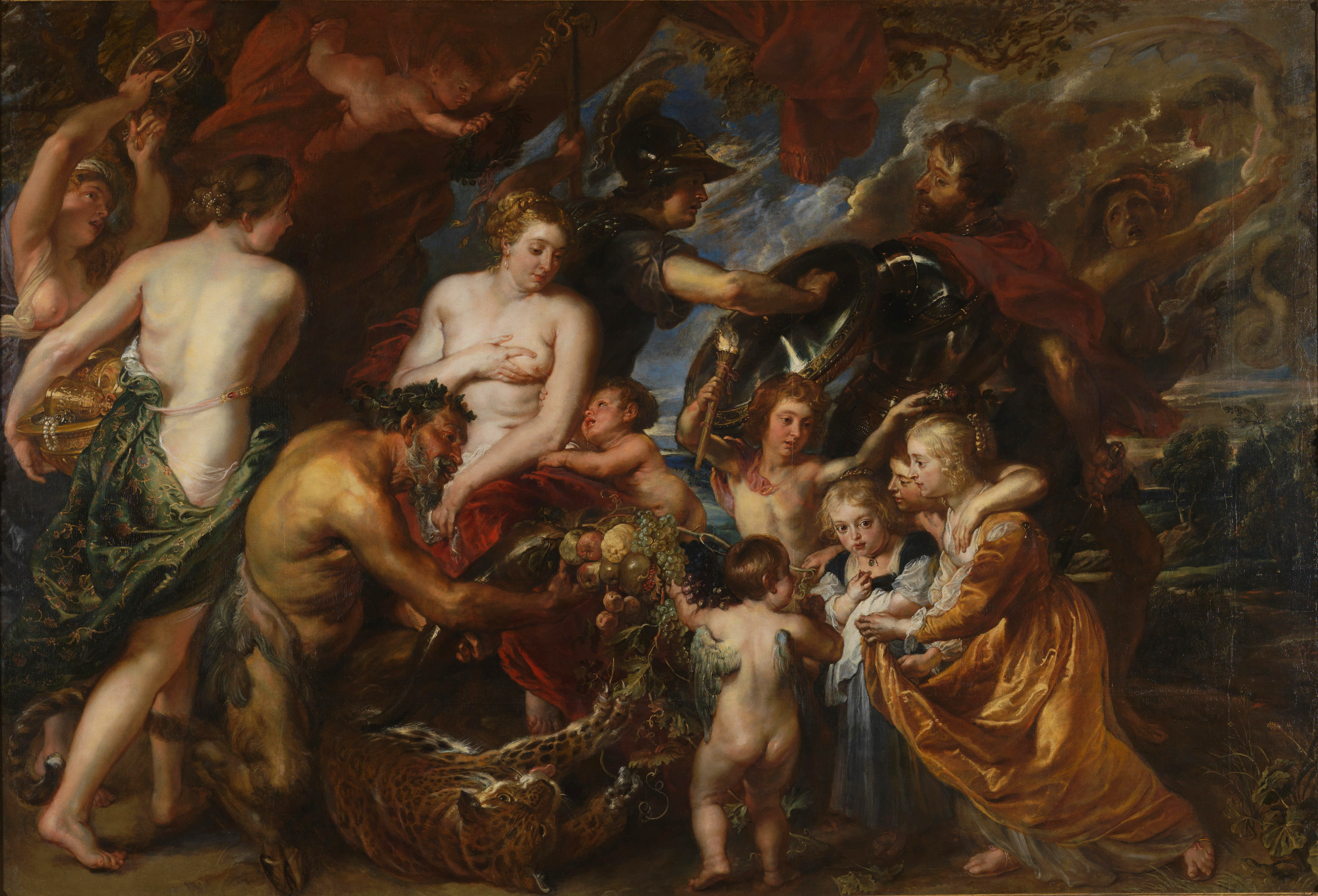
Allegoria della Pace, 1629

L'opera venne commissionata direttamente dal pittore Justus Suttermans, con una lettera datata 12 marzo 1638; vi si legge: «...ora occorre a dirmi, che il signor Schutter è venuto a trovarmi oggi in casa, e mi ha contato 142 fiorini e 14, per compimento dell'intero pagamento di quel quadro, che io feci pe ordine di vostra signoria per suo servigio; di che ho dato al signor Schutter la quietanza. Mi sono informato dal signor Annoni, per potere parlare con certezza, il quale mi dice di aver mandato la cassa con il suo quadro tre settimane sono alla volta di Lilla, onde passerà di lungo verso l'Italia. Piace al Signore iddio di farlo capitale ben condizionato in breve tempo, come spero, poiché le strade di Germania e colla presa di Annau e la rotta data a Roymar, saranno rinettate d'ogni male intoppo.»
Le conseguenze della guerra completavano un discorso artistico iniziato con l'Allegoria della Pace, dipinta nel 1630 per Carlo I d'Inghilterra. Il messaggio appare di grande pessimismo: nemmeno l'amore è in grado di frenare la cieca brutalità della guerra, evitando che l'Europa sia travolta dal lutto e veda distrutta la sua prosperità.
Gli eredi del pittore la vendettero poi al gran principe Ferdinando de' Medici, nel 1691 circa. Citata in tutti gli inventari di palazzo Pitti, se ne trova una riproduzione nel dipinto sulla Tribuna degli Uffizi di Johann Zoffany (1772). Nel 1799, con moltissimi capolavori a Firenze, venne confiscata dai Francesi e portata a Parigi, dove tornò solo nel 1815. Nel documento della restituzione, a cura di Canova e Karcher, si legge una descrizione dettagliata del dipinto e delle sue condizioni: «Marte e Venere di Rubens, in tela, foderato, in buono stato, riserva di varie crepature di colore nel dorso della Venere, questo nello staccarlo dal telaio avendosi dovuto servirsi di soldati tedeschi, che non intendevano la lingua...».

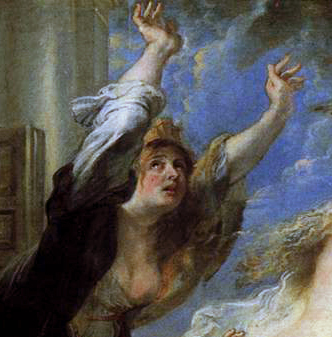
Europa, dettaglio

## Descrizione
L'autore colloca alcuni personaggi in una scena concitata. Rubens visse durante anni di terribili guerre per l'Europa (Guerra dei trent'anni, Guerra civile inglese), viaggiando di corte in corte come diplomatico, e volle dipingere questo quadro allegorico come monito contro gli effetti distruttivi della guerra. La forma allegorica era infatti efficace e immediata, ma nello stesso tempo priva di qualsiasi riferimento agli eserciti realmente in campo in quel periodo. La scelta di dei dell'Olimpo greco è dunque motivata da un preciso richiamo simbolico.

### Europa
A sinistra la personificazione dell'Europa, vestita a lutto e con l'abito a brandelli, alza gli occhi e le braccia al cielo, stroncata dal dolore, come a supplicare l'aiuto divino. La si può riconoscere dalla corona turrita e dal putto che al suo fianco regge il globo sormontato dalla croce, simbolo della cristianità. Essa appare quindi disperata dopo tanti anni di saccheggi, oltraggi e miserie che invoca dal cielo la pace. Ciò simboleggia il bisogno impellente che il continente ha di una tregua durevole e allo sperato ritorno alla pacifica quotidianità.

### Venere, Cupido e Marte

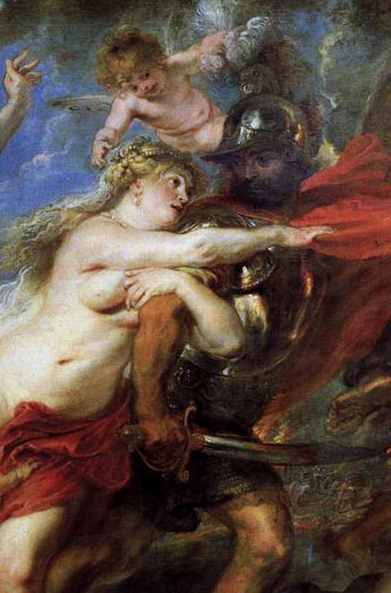
Venere, Cupido e Marte, dettaglio

Al centro Venere, dea dell'amore - così identificabile per la nudità e per essere accompagnata tradizionalmente dagli amorini - cerca invano, con le arti della seduzione, di trattenere Marte, suo amante e dio della guerra. Cupido è probabilmente l'amorino biondo, alato, che si avvinghia alle gambe della dea, in cui si possono riconoscere le fattezze dell'amato figlio del pittore qui chiamato a impersonare il giovane dio dell'amore.
Marte - perfettamente rispondente all'iconografia classica - appare solenne con scudo e spada sguainata, mentre minaccia rovina e distruzione. Egli, che campeggia al centro della scena, rappresenta quindi la furia selvaggia, cieca, spietata, che si accende nel momento in cui la battaglia si fa più serrata e, ottenebrando la mente dei combattenti, toglie dal loro cuore ogni sentimento di umanità. Dunque la guerra appare rappresentata come ripudio della ragione, come rimozione di ogni valore etico.
La scelta della bionda Venere, preferita ad un'altra tra le dee dell'Olimpo, è legata allegoricamente allo spirito di Humanitas che tenta di sopire la guerra o simboleggia la Vittoria dell'amore e della pace sulle atrocità della guerra. La presenza degli infanti che accompagnano la dea riporta anch'essa alla serenità di un quotidiano che viene incrinata dal conflitto.

### La Discordia

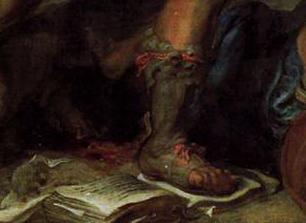
Dettaglio

A strappare Marte dall'abbraccio di Venere è la Discordia, qui rappresentata dalla Furia Aletto, che con un braccio tira verso di sé il dio e con l'altro regge una torcia accesa. Nella mitologia classica "l'irrefrenabile" non concedeva tregua alle sue vittime ed era per l'appunto raffigurata con una fiaccola in mano, che veniva agitata sopra la testa di quelli che intendeva punire. Dopo Virgilio, la letteratura aveva fatto ricorso a tale figura ogni volta che era necessario sottolineare l'aspetto ferino e incontenibile dei conflitti.
Essa compare raramente nei dipinti. Gli antichi la consideravano la maestra degli agguati e delle trasformazioni, tanto terribile da intimidire anche il dio degli Inferi. Si può dunque ritenere che il pittore volesse sottolineare la natura ingannevole di una scelta militare come soluzione dei conflitti politici, alludendo alla furia dei combattimenti e all'inconciliabilità tra la “guerra opportuna” e la “guerra giusta”.
Dietro la Furia – quasi immersi nel fumo di incendi o dei combattimenti - si intravedono dei mostri, che simboleggiano la Peste e la Carestia, due calamità che accompagnano sempre la guerra, contribuendo a renderne ancor più devastanti gli effetti, con conseguenze ben più durevoli dei soli combattimenti.

### Le Arti calpestate

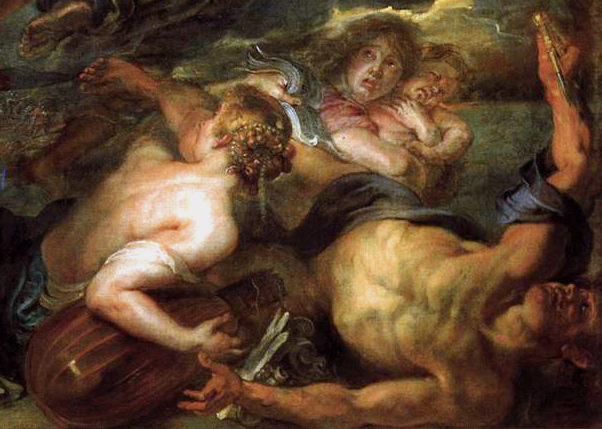
Le Arti e la Carità calpestate, dettaglio

Nell'andare alla battaglia Marte calpesta dei libri, distruggendo con essi simbolicamente ogni forma di espressione intellettuale, e travolge le personificazioni dell Arti, quali la musica e l'architettura, personificate rispettivamente dalla donna e dall'uomo abbattuti in basso a destra: la donna, raffigurata di spalle, ha un liuto rotto in mano e mostra che l'armonia non può sopravvivere accanto al disordine della guerra; l'uomo, un architetto, impugna i suoi strumenti, a significare che ciò che si costruisce in tempo di pace è poi distrutto in tempo di guerra. Nel raffigurare la donna, il pittore si rifece probabilmente all'iconografia della mousiké, il complesso delle arti presiedute dalle Muse che comprendeva la poesia, la letteratura, la musica in senso stretto, il teatro, il canto, la danza; comprendeva, in particolare, la poesia come veniva "rappresentata" nel mondo greco, ossia per mezzo del canto accompagnato da uno strumento musicale.
Le Arti sono quindi travolte e annientate, a indicare che la guerra non solo causa morte e distruzione ma spezza la civiltà, intesa come patrimonio culturale umano.

### La Carità
Marte va travolgendo anche una donna che stringe al suo seno il figlioletto, come a cercare di sottrarlo al pericolo. Nell'arte figurativa spesso gli artisti hanno proposto il tema della violenza sugli infanti, rifacendosi al noto episodio evangelico della Strage degli Innocenti. Anche Rubens, in questo dipinto, si rifà all'iconografia classica della madre e del sentimento materno come naturale istinto di protezione, che traduce nel topos della donna caritatevole e, per estensione, della Carità. Essa è quindi un chiaro riferimento alla crudeltà dei conflitti che non risparmiano innocenti e indifesi.
Le frecce sciolte, in basso a sinistra, rappresentano la rottura dell'emblema della Concordia, e sono vicine al caduceo, simbolo dei commerci, gettato a terra.

### Lo sfondo
Sullo sfondo, a sinistra, l'edificio con le porte spalancate è il tempio di Giano, inaugurato secondo il mito dal re Numa Pompilio: il tempio veniva lasciato aperto in tempo di guerra per permettere al dio di uscire ed assistere i suoi soldati, mentre restava chiuso in tempo di pace perché il protettore dell'Urbe non potesse uscirne. Le porte aperte significano quindi che il quadro è stato dipinto in occasione di un periodo bellico.

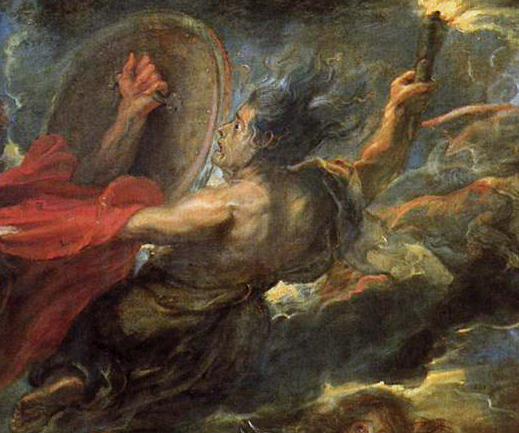
La Discordia/Alecto

## Stile
Capolavoro tardo del maestro Fiammingo, le Conseguenze della guerra spicca per lo straordinario dinamismo, la complessità delle pose delle figure e la fluidità della pennellata, in cui si leggono chiari omaggi alla pittura italiana del Rinascimento, a partire da Tiziano.
Illuminante è il giudizio estetico di Charles-Nicolas Cochin, del 1796: «il dipinto è molto poetico nella composizione e pieno di bella vivacità. Il colore è ammirevole, così come la pennellata, la testa della donna è di grande bellezza e così le luci e l'effetto d'insieme è molto vivace per il contrasto di luci e di ombre. È un dipinto fondamentale che presenta soltanto qualche scorrettezza di disegno soprattutto nelle gambe della donna che sembrano troppo attorcigliate».